# Gandhol
Gandhol fou un petit estat tributari protegit a l'agència de Kathiawar, presidència de Bombai.
Està format per un poble amb un tributari únic. La població el 1881 era de 191 habitants. Els ingressos eren de 200 lliures i el tribut pagat era de 10 lliures al Gaikwar de Baroda i de 16 xelins al nawab de Junagarh.